# 경피 패치

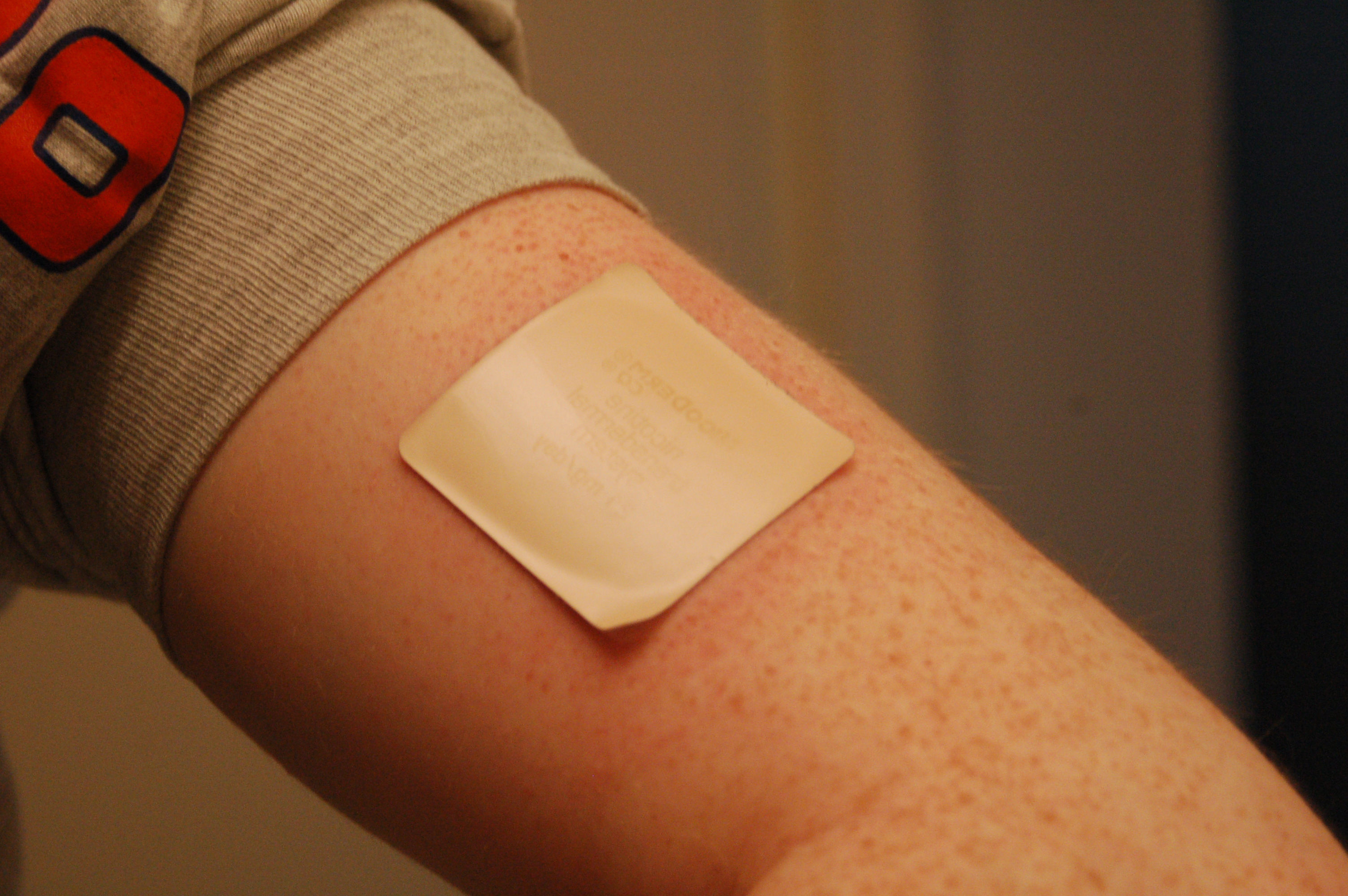
팔에 붙인 21 mg 용량의 니코뎀 CQ 패치

경피 패치(經皮-, 영어: transdermal patch) 또는 피부 경유 패치(皮膚經由-)는 약물을 함유한 필름 형태의 패치를 피부에 부착한 후, 약물이 피부를 통하여 직접 혈중으로 흡수되도록 하는 약물 전달제이다. 경피 패치는 여러 종류의 약물을 전달하는 데 사용될 수 있다. 경피 패치가 최초로 미국 식품의약국의 승인을 받고 상용화된 것은 1979년 12월의 일로, 멀미를 위해 스코폴라민을 전달하는 패치였다. 최근 들어 가장 잘 알려진 패치는 금연을 돕기 위한 니코틴 패치이다. 그 밖에 폐경 후 골다공증을 방지하기 위해 에스트로겐을 전달하는 패치, 피임약 및 항우울제를 전달하는 패치 등이 있다.